# Saison 7 de Sous le soleil
Chronologie
Saison 6 Saison 8
La septième saison de Sous le soleil, série télévisée française créée par Pascal Breton et Olivier Brémond, a été diffusée pour la première fois sur la chaîne TF1 du 13 octobre 2001 au 7 décembre 2002, immédiatement à la suite de la saison précédente. Cette septième saison a été diffusée à un rythme hebdomadaire, le samedi et avec une pause estivale des inédits durant l'été 2002. Les épisodes ont été programmés à 18 h.

## Distribution

### Distribution principale
- Bénédicte Delmas : Laure Olivier
- Tonya Kinzinger : Jessica Laury
- Adeline Blondieau : Caroline Drancourt
- Roméo Sarfati : Louis Lacroix
- Avy Marciano : David Callas
- Christine Lemler : Valentine Chardin, ép. Dulac
- Grégory Fitoussi : Benjamin Loset
- David Brécourt : Baptiste Mondino
- Stéphane Slima : Alain Dulac

### Distribution secondaire
- Marie-Christine Adam : Blandine de Loire
- Kamel Belghazi : Saïd
- Lény Bueno : Tom Devos
- Shirley Bousquet : Jeanne Bouvier
- Mélanie Maudran : Lucie Valanski
- Jean-Louis Tribes : Éric Béranger
- Matthieu Tribes : Arthur Béranger
- Leslie Bévillard : Chloé
- Anthony Dupray : Victor
- Mylène Jampanoï : Laetitia Valanski
- Stéphane Boutet : François Pariente
- Nathalie Marquay : Monica (secrétaire du cabinet Pariente)
- Anne-Charlotte Pontabry : Alexandra St Gilles
- Luc Gentil : Arnaud St Gilles
- Pierre Cosso : Serge Guérin
- Erick Chabot : Maxime Servais
- Julie Boulanger : Aurélie Servais
- Peggy Mahieu : Maryline (assistante à la Clinique du Golfe)
- Mina Gustin : Nina (serveuse au bar St Tropez)

### Invités
- Delfine Rouffignac : Clara Olivier
- Manuela Lopez : Marion Duval, ép. de Boissière
- Damien Ferrette : Vincent de Boissière
- Arsène Jiroyan : Commissaire Marco
- Patricia Malvoisin : Catherine Lorenzi
- Jean-François Palaccio : Miguel
- Anne Deleuze : Claire
- Raphaël Baudoin : Martin
- Patrick Raynal : Olivier Kieffer

## Épisodes[2]
| № | #  | Titre                           | Réalisé par       | Écrit par                          | - 1re diffusion   |
| --- | -- | ------------------------------- | ----------------- | ---------------------------------- | ----------------- |
| 193 | 1  | La fureur d'aimer               | Vincent Garenq    | Claire Gilles & Nicolas Mercier    | 13 octobre 2001   |
| Cette section est vide, insuffisamment détaillée ou incomplète. Votre aide est la bienvenue ! Comment faire ? |    |                                 |                   |                                    |                   |
| 194 | 2  | Une journée en enfer            | Sylvie Ayme       | Fabienne Lesieur                   | 20 octobre 2001   |
| 195 | 3  | Dernier tour                    | Fred Demont       | Patrick & Soline Delmas            | 27 octobre 2001   |
| 196 | 4  | Illusions                       | Vincent Garenq    | Pascale Memery                     | 3 novembre 2001   |
| 197 | 5  | Lucie                           | Sylvie Ayme       | Fabienne Lesieur                   | 10 novembre 2001  |
| 198 | 6  | Les raisons du cœur             | Sylvie Ayme       | Patrick Tringale                   | 17 novembre 2001  |
| 199 | 7  | Une place au soleil             | Antoine Lassaigne | Eugène Dard                        | 24 novembre 2001  |
| 200 | 8  | C'est mon droit                 | Antoine Lassaigne | Céline & Martin Guyot              | 1er décembre 2001 |
| 201 | 9  | Les mots pour le dire           | Sylvie Ayme       | Patrick Bancarel                   | 8 décembre 2001   |
| 202 | 10 | Nouvelle vie                    | Antoine Lassaigne | Lorenne Delannoy                   | 15 décembre 2001  |
| 203 | 11 | Les limites du pouvoir          | Sylvie Ayme       | Malika Ferdjoukh                   | 29 décembre 2001  |
| 204 | 12 | Le hasard et la violence        | Sylvie Ayme       | Blats                              | 5 janvier 2002    |
| 205 | 13 | La liberté à tout prix          | Vincent Garenq    | Pascale Memery                     | 12 janvier 2002   |
| 206 | 14 | Nouvelles directions            | Frank Buchter     | Fabienne Lesieur                   | 26 janvier 2002   |
| 207 | 15 | Paroles d'honneur               | Vincent Garenq    | Patrick Tringale                   | 2 février 2002    |
| 208 | 16 | Au nom du maire                 | Franck Buchter    | Patrick & Soline Delmas            | 9 janvier 2002    |
| 209 | 17 | Un trop lourd secret            | Vincent Garenq    | Lorene Delannoy                    | 16 février 2002   |
| 210 | 18 | L'espoir                        | Frank Buchter     | Celine & Martin Guyot              | 23 février 2002   |
| 211 | 19 | La mauvaise réputation          | Sylvie Ayme       | Celine & Martin Guyot              | 2 mars 2002       |
| 212 | 20 | Comme un aimant                 | Sylvie Ayme       | Eugenie Dard                       | 16 mars 2002      |
| 213 | 21 | Tom Song                        | Antoine Lassaigne | Blats                              | 23 mars 2002      |
| 214 | 22 | Le défi                         | Antoine Lassaigne | Patrick Bancarel                   | 6 avril 2002      |
| 215 | 23 | Une amitié particulière         | Sylvie Ayme       | Nicolas Mercier                    | 13 avril 2002     |
| 216 | 24 | Libres d'aimer                  | Antoine Lassaigne | Lorenne Delannoy                   | 20 avril 2002     |
| 217 | 25 | Un bonheur impossible           | Sylvie Ayme       | Blats                              | 27 avril 2002     |
| 218 | 26 | Sans issue                      | Sylvie Ayme       | Malika Ferdjoukh                   | 4 mai 2002        |
| 219 | 27 | Liberté sans condition          | Alain Smitti      | Celine et Martin Guyot             | 11 mai 2002       |
| 220 | 28 | Une blessure trop profonde      | Sylvie Ayme       | Nicolas Mercier                    | 18 mai 2002       |
| 221 | 29 | Plus je t'aime, moins je t'aime | Alain Smitti      | Patrick Bancarel                   | 25 mai 2002       |
| 222 | 30 | Le retour d'une étoile          | Laurent Levy      | Adeline Blondieau & Pascale Memery | 14 septembre 2002 |
| 223 | 31 | L'attrape cœurs                 | Alain Smitti      | Pascale Memery                     | 21 septembre 2002 |
| 224 | 32 | Crise d'identité                | Franck Buchter    | Fabienne Lesieur                   | 28 septembre 2002 |
| 225 | 33 | Je est un autre                 | Frank Buchter     | Jean Bobby                         | 5 octobre 2002    |
| 226 | 34 | Mensonge et sentiments          | Frank Buchter     | Soline & Patrick Delmas            | 12 octobre 2002   |
| 227 | 35 | Les illusions perdues           | Sylvie Ayme       | Soline & Patrick Delmas            | 19 octobre 2002   |
| 228 | 36 | Noirs désirs                    | Laurent Levy      | Nicolas Mercier                    | 26 octobre 2002   |
| 229 | 37 | Pulsions                        | Laurent Levy      | Patrick Tringale                   | 2 novembre 2002   |
| 230 | 38 | Ame en peine                    | Sylvie Ayme       | Celine & Martin Guyot              | 9 novembre 2002   |
| 231 | 39 | Une insoutenable vérité         | Eric Summer       | Pascale Memery                     | 16 novembre 2002  |
| 232 | 40 | Fuir le bonheur                 | Sylvie Ayme       | Nicolas Mercier                    | 23 novembre 2002  |
| 233 | 41 | Le saut de l'ange               | Eric Summer       | Jean Bobby                         | 30 novembre 2002  |
| 234 | 42 | Une raison de vivre             | Eric Summer       | Fabienne Lesieur                   | 7 décembre 2002   |